# 鳥栖駅
鳥栖駅（とすえき）は、佐賀県鳥栖市京町にある、九州旅客鉄道（JR九州）の駅である。九州鉄道（初代）開業時より現存する九州最古の駅の一つでもある。

## 概要
九州の交通結節点の役割を果たしている鳥栖市の、鉄道における中心駅であり全定期列車が停車する。当駅の所属線である鹿児島本線と、当駅を起点とする長崎本線の2路線が乗り入れている。この他に長崎本線江北駅から分岐する佐世保線、鹿児島本線久留米駅から分岐する久大本線に直通する特急・普通列車も乗入れている。鹿児島本線の普通列車の運行上の拠点駅の1つでもあり、熊本方面から銀水駅以北へ乗入れる普通列車の大半が当駅で折返す。
鹿児島本線にはJB15、長崎本線にはJH01の駅番号が設定されている。
なお、優等列車を介しての熊本方面と長崎方面からの接続駅としての機能は、九州新幹線開業により、新幹線と長崎本線が接続する新鳥栖駅に移行している。また、当駅以南の鹿児島本線は全区間最高速度が100 km/hとなっている。
鹿児島本線は門司港駅から当駅までが福岡近郊区間となっている。

## 歴史

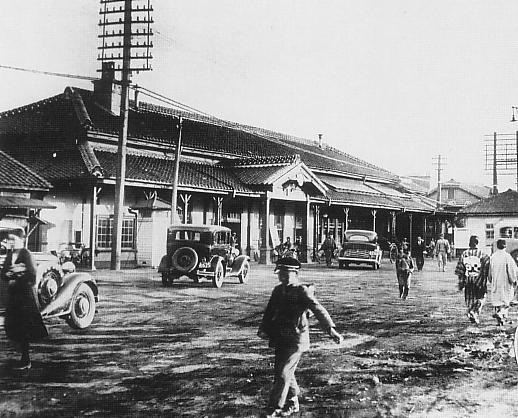
昭和戦前期の鳥栖駅

1889年（明治22年）12月11日に、九州鉄道が博多駅 - 千歳川仮停車場間を開通させた際に合わせて開設された、九州で最初の駅の一つである。1891年（明治24年）8月20日には、現在の長崎本線となる路線が佐賀駅まで開通した。構内が手狭という理由で、1903年（明治36年）7月に、間組による工事によって鳥栖駅舎が移転新築され、1904年には運輸事務所・保線事務所を配置。1906年（明治39年）には機関事務所も併設。1908年（明治41年）には車掌所も開設。1911年（明治44年）の増改築を経て、21世紀初頭まで使用され続けている。
1925年（大正14年）に鳥栖操車場が開設され、昭和30年代には42万平方メートルの敷地面積に約700人の職員が働き、鳥栖機関区には約50両の配置機関車がある、九州の貨物輸送の一大拠点となった。この間、1945年（昭和20年）8月11日には構内に空襲を受けたが、駅舎は残った。1961年（昭和36年）には鹿児島本線が電化され、さらに発展することになった。しかし、昭和40年代に入ると鉄道貨物は退潮となり、1984年（昭和59年）に鳥栖操車場は廃止となった。
1990年（平成2年）以降は日本貨物鉄道（JR貨物）のコンテナホームが開設されていた。隣の田代駅東側に1面1線、150m程のホームがあったが、2006年（平成18年）に久留米駅の機能を統合し鳥栖貨物ターミナル駅に改称した。1996年（平成8年）9月に、駅東側に隣接して鳥栖スタジアムが開設された際に、駅の東西を横断する自由通路「虹の橋」も開通した。2010年（平成22年）には、それまで自動車と歩行者とが入り乱れていた駅前周辺の再整備が進み、歩道が整備されたり信号が設置されたりするなど自動車・歩行者双方の安全性が向上した。

### 年表
- 1889年（明治22年）12月11日：九州鉄道（博多駅 - 千歳川仮停車場間）の開通と同時に開業[1]。
- 1891年（明治24年）8月20日：九州鉄道が佐賀駅まで開通[3]。
- 1903年（明治36年）7月：駅舎新築[4][5]
- 1907年（明治40年）7月1日：九州鉄道の国有化により、帝国鉄道庁所管となる[9]。
- 1911年（明治44年）：駅舎増改築[5]。
- 1925年（大正14年）：鳥栖操車場開設[5]。
- 1945年（昭和20年）8月11日：鳥栖空襲で駅構内に爆弾多数投下され被災[6]。駅舎は焼失を免れた。
- 1984年（昭和59年）：鳥栖操車場廃止[5]。
- 1986年（昭和61年）11月1日：荷物の取扱を廃止[10]。
- 1987年（昭和62年）4月1日：国鉄分割民営化に伴い、九州旅客鉄道・日本貨物鉄道の駅となる[11]。
- 1990年（平成2年）3月10日：コンテナ貨物取扱開始。
- 1996年（平成8年）6月7日：東西自由通路「虹の橋」開通[8][5]。
- 2000年（平成12年）8月4日：自動改札機を設置し、供用開始[12]。
- 2006年（平成18年）3月18日：JR貨物の駅が移転廃止、鳥栖貨物ターミナル駅開設[7]。
- 2009年（平成21年）3月1日：長崎本線（鳥栖駅 - 佐賀駅間）及び鹿児島本線（門司港駅 - 荒尾駅間）でICカード「SUGOCA」の利用を開始[13]。
- 2010年（平成22年）11月：駅前広場及び駅前バス停周辺の整備工事が完了。
- 2015年（平成27年）12月15日：鳥栖駅周辺まちづくり検討委員会で、橋上駅舎化の答申が出される[14]。

## 駅構造
島式ホーム3面8線を有する地上駅。ホームに接する本線の他に留置線もある。駅舎とホーム間はホーム両端に設けられた2本の地下通路でつながっている。木造駅舎を備える。
駅舎は駅西側にある。1903年（明治36年）7月に完成した2代目のもので、九州鉄道時代に建築された大規模駅舎である。ホームの屋根を支える鉄柱は明治時代に製造されたレールを利用し建築されている。ホームと地下通路を昇降するエレベーターが設置されている。
JR九州の直営駅であり、みどりの窓口・自動改札機が設置されている。駅自動放送が導入されている。

駅舎内に中央軒のうどんコーナー（後述）とトランドール鳥栖駅店（1989年10月21日開店。サガン鳥栖オフィシャルショップ併設）が設けられている。

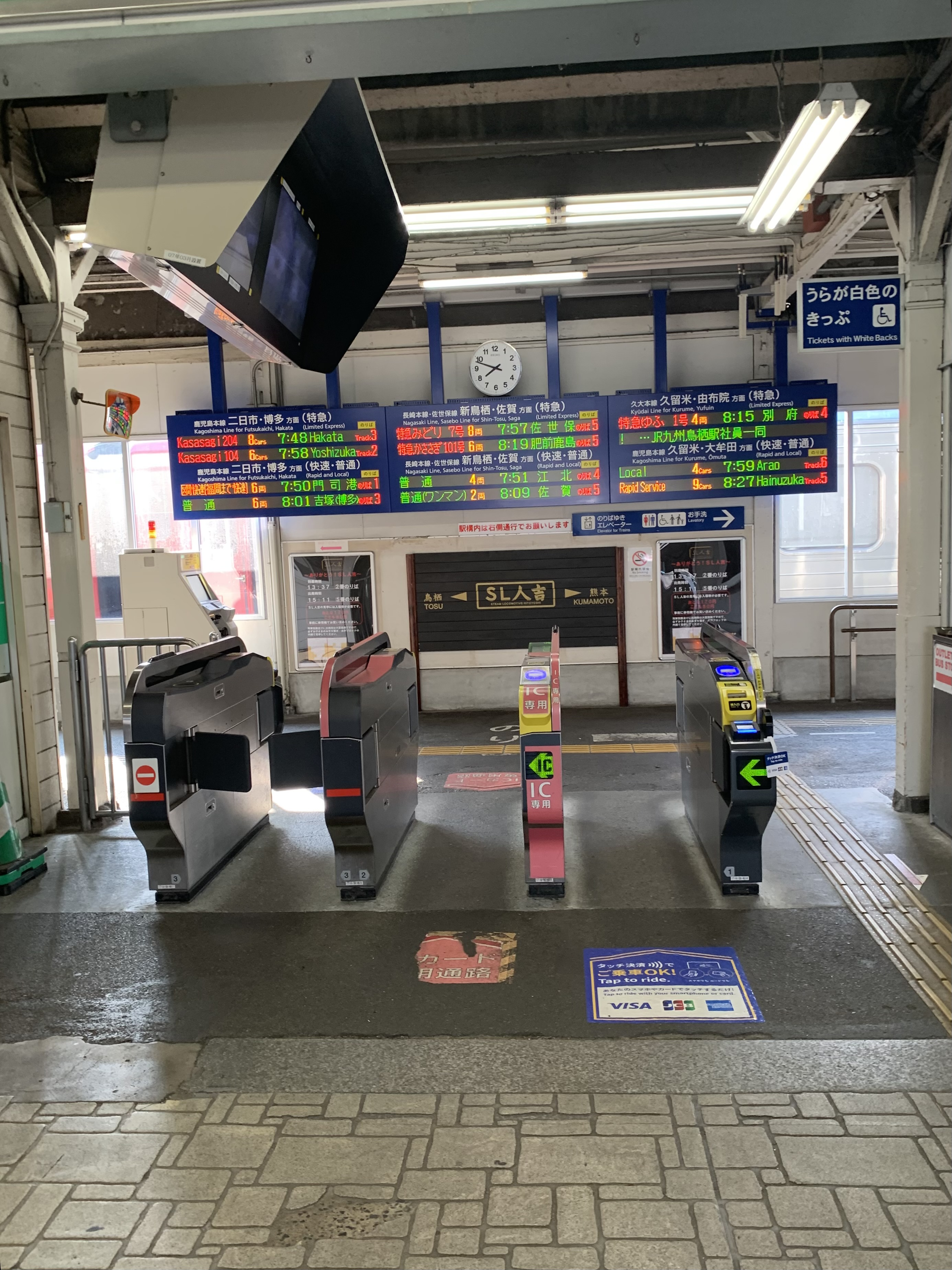
改札口（2023年7月）
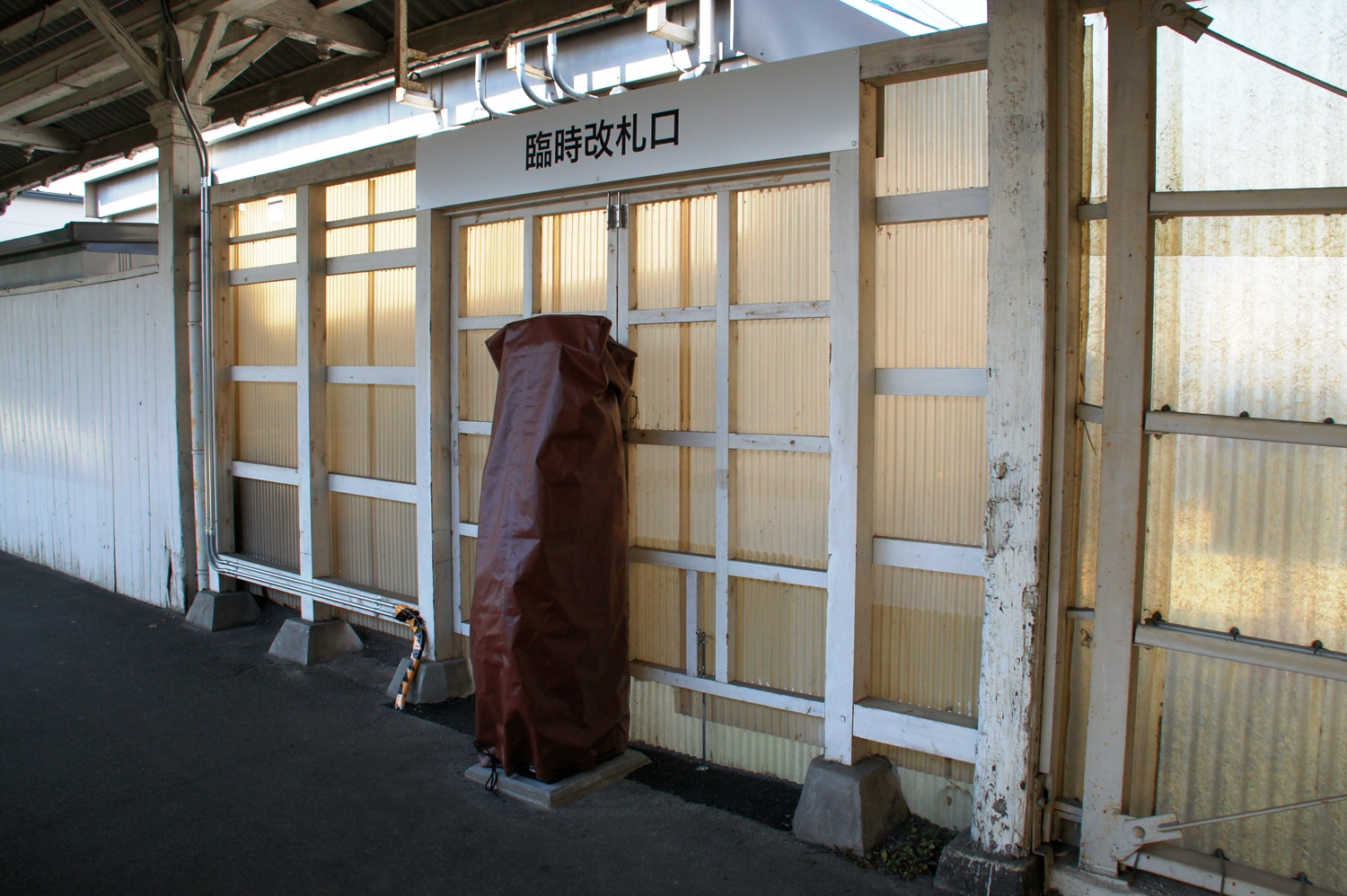
臨時改札口（2012年3月）

### のりば
以下の乗り場表記は日中の基本的なパターンを示したもので、運用が複雑なことから朝晩を中心に例外が存在する。
| のりば | 路線                                                           | 方向 | 行先                             | 備考                                                       |
| ------ | -------------------------------------------------------------- | ---- | -------------------------------- | ---------------------------------------------------------- |
| 1      | □特急「ゆふ」「ゆふいんの森」                                  | 上り | 二日市・博多方面                 | 「ゆふいんの森」は全て二日市を通過                         |
| 1・2   | 鹿児島本線                                                     | 上り | 博多・小倉・門司港方面           | 主に1番のりばから発車                                      |
| 2      | 鹿児島本線                                                     | 下り | 久留米・羽犬塚・大牟田・荒尾方面 | 当駅始発の普通列車（主に八代行普通列車）                   |
| 3      | 長崎本線                                                       | 下り | 佐賀・江北・肥前鹿島・早岐方面   | 当駅始発の普通列車 （一部の列車は2・4・6番のりばから発車） |
| 3      | □特急「リレーかもめ」「かささぎ」 「みどり」「ハウステンボス」 | 上り | 二日市・博多方面                 | 一部の列車は1番のりばから発車                              |
| 4      | 鹿児島本線                                                     | 下り | 久留米・羽犬塚・大牟田方面       | 一部の快速・区間快速・普通列車                             |
| 4      | 鹿児島本線                                                     | 上り | 博多・小倉・門司港方面           | 当駅始発の快速・区間快速・普通列車                         |
| 4      | □特急「ゆふ」                                                  | 下り | 日田・由布院・大分方面           |                                                            |
| 5      | □特急「リレーかもめ」                                          | 下り | 佐賀・諫早・長崎方面             |                                                            |
| 5      | □特急「みどり」「ハウステンボス」                              | 下り | 佐賀・佐世保・ハウステンボス方面 |                                                            |
| 5      | □特急「かささぎ」                                              | 下り | 佐賀・肥前鹿島方面               |                                                            |
| 5・6   | 鹿児島本線                                                     | 下り | 久留米・大牟田方面               | 主に6番のりばから発車                                      |
| 5・6   | □特急「ゆふいんの森」                                          | 下り | 日田・由布院・大分方面           |                                                            |

1 - 2番のりば…1 - 2番線、3 - 4番のりば…4 - 5番線、5 - 6番のりば…7 - 8番線
備考
- 上り特急「リレーかもめ」「かささぎ」「みどり」「ハウステンボス」「ゆふ」「ゆふいんの森」 は1 - 3番のりばのいずれかから発車する。
- 鹿児島本線久留米駅方面と長崎本線を跨いで運行する列車は当駅でスイッチバックを行う。2013年11月現在定期列車では該当する列車は無いが、熊本駅方面からの有田陶器市向けの団体専用列車や、1泊2日コースでの「ななつ星 in 九州」がスイッチバックを行っている。
- 5番線のホームの柱は下り方から青・赤・緑の3色に塗られている。これは塗られた当時、肥前山口駅・早岐駅で分割を行う「かもめ・みどり・ハウステンボス」の3階建て列車が運行されていたためで、青が「かもめ」、赤が「ハウステンボス」、緑が「みどり」に対応していた。

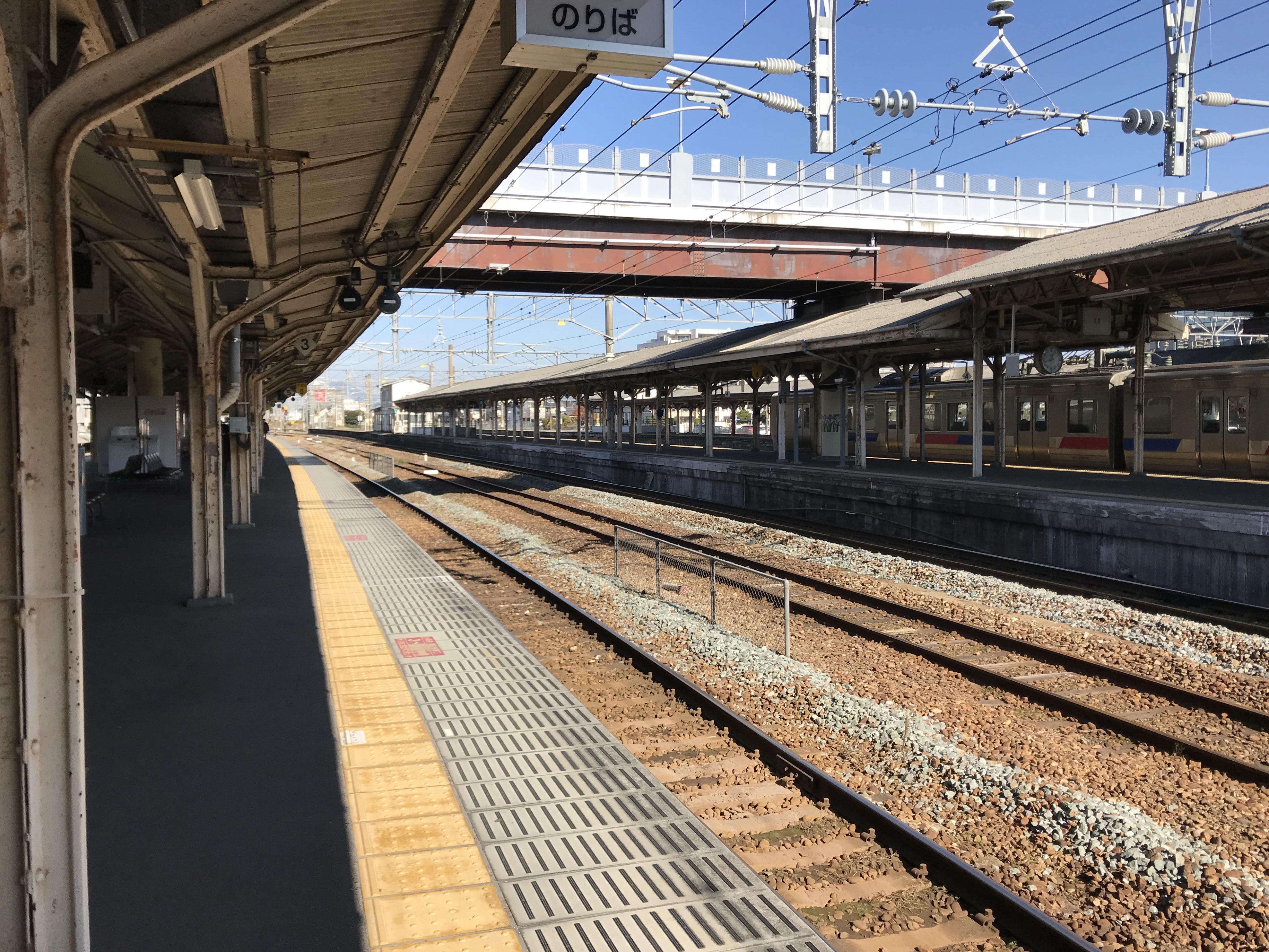
ホーム（2017年12月）

## 駅弁・立ち食い店
中央軒が構内での駅弁の販売と立ち食いうどん店の運営を行っており、駅ホームのうどん店と改札内外の売店で駅弁が販売されている。「焼麦（しゃおまい）」と呼ばれるシューマイと、かしわめしで知られる。
主な駅弁は下記の通り。
- 長崎街道焼麦弁当
- がばい鳥栖の牛鶏弁当
- 肥前路弁当
- あさりめし
- 焼麦弁当
- かしわめし
- 花つくし

当駅のうどん店は、駅構内にある立ち食いうどんとしては九州で最も長い歴史を有するものであり、現在も「かしわうどん」で知られる。改札口横、1・2番ホーム、3・4番ホーム、5・6番ホームの計4箇所に店があるが、なぜか5・6番ホームにある店舗が最も上手いと言う評判が昔からあり、わざわざ入場券を買って食べる人もいるという。
なお、構内の店舗により営業時間や取り扱う駅弁の種類が違う場合があるため注意が必要である。

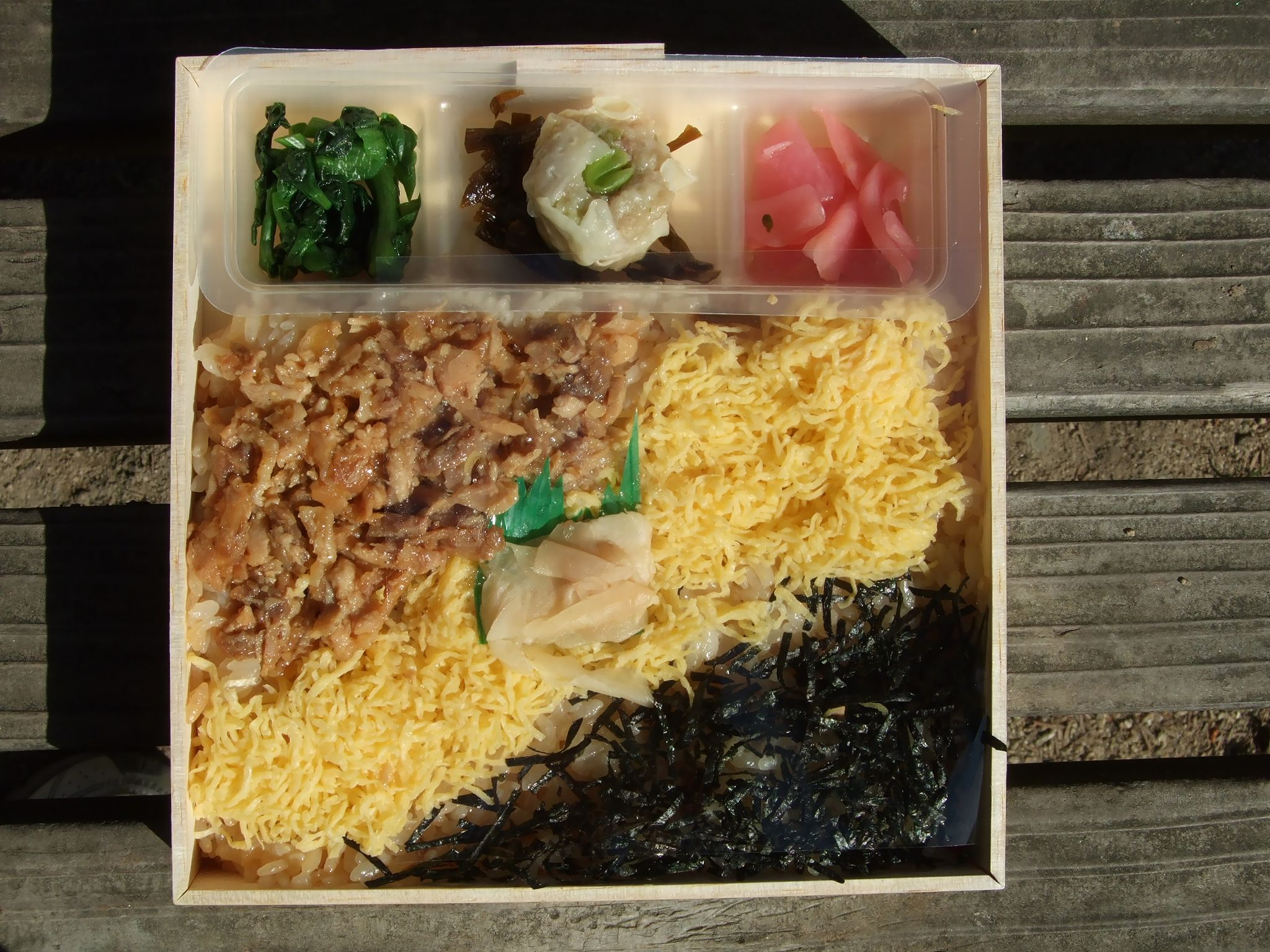
かしわめし
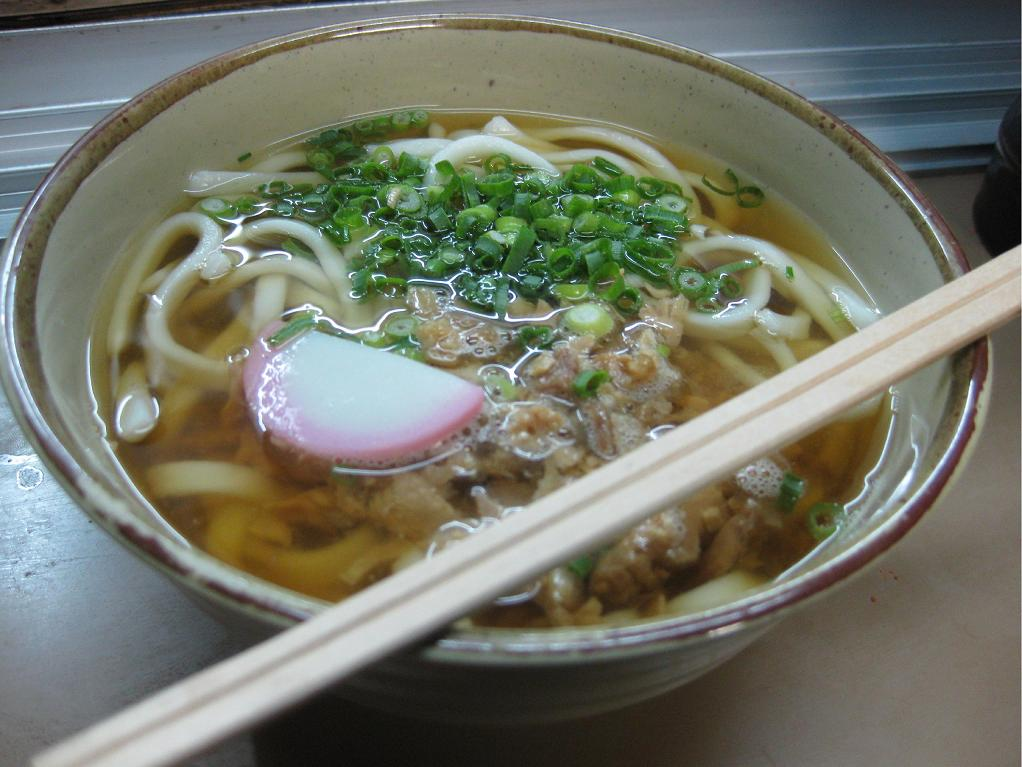
かしわうどん

## 利用状況
2023年（令和5年）度の1日平均乗車人員は6,475人である。これは佐賀県内では佐賀駅に次いで第2位であり、JR九州の駅としては二日市駅に次いで第24位である。
近年の推移は以下の通り。
| 年度               | 1日平均 乗降人員 | 1日平均 乗車人員 |
| ------------------ | ---------------- | ---------------- |
| 1998年（平成10年） | 12,980           | 6,430            |
| 1999年（平成11年） | 13,210           | 6,515            |
| 2000年（平成12年） | 13,224           | 6,534            |
| 2001年（平成13年） | 13,001           | 6,429            |
| 2002年（平成14年） | 12,957           | 6,419            |
| 2003年（平成15年） | 13,003           | 6,450            |
| 2004年（平成16年） | 12,906           | 6,409            |
| 2005年（平成17年） | 13,061           | 6,482            |
| 2006年（平成18年） | 13,228           | 6,569            |
| 2007年（平成19年） | 13,461           | 6,685            |
| 2008年（平成20年） | 13,675           | 6,791            |
| 2009年（平成21年） | 13,442           | 6,672            |
| 2010年（平成22年） | 13,473           | 6,696            |
| 2011年（平成23年） | 13,424           | 6,682            |
| 2012年（平成24年） | 13,550           | 6,748            |
| 2013年（平成25年） | 14,003           | 6,980            |
| 2014年（平成26年） | 13,741           | 6,840            |
| 2015年（平成27年） | 14,203           | 7,069            |
| 2016年（平成28年） | 14,145           | 7,039            |
| 2017年（平成29年） |                  | 7,145            |
| 2018年（平成30年） |                  | 7,162            |
| 2019年（令和元年） |                  | 7,132            |
| 2020年（令和02年） |                  | 5,207            |
| 2021年（令和03年） |                  | 5,557            |
| 2022年（令和04年） |                  | 6,030            |
| 2023年（令和05年） |                  | 6,475            |

## 駅周辺
鳥栖市中心市街地の東側に位置している。鳥栖市役所は当駅の約1.2km西側の国道34号沿いに位置する。前述の通り駅舎・改札は駅西側にしか設けられておらず、東西の行き来は駅ホーム北端を跨ぐように設けられた自由通路「虹の橋」を使用する。
駅東側には、国鉄230形蒸気機関車（268号機）が静態保存されている。かつて鳥栖市役所に保存されていたものが移設された。
駅西側
- フレスポ鳥栖 - 複合商業施設。核テナントはサンリブ鳥栖店。
- 本通筋商店街
- ホテルルートイン鳥栖駅前
- 佐賀県立鳥栖高等学校
- 佐賀県立鳥栖工業高等学校
- グリーンリッチホテル鳥栖駅前（2010年5月10日オープン、旧ベストウエスタン・トス）
- 佐賀信用金庫鳥栖支店
- 佐賀東信用組合 鳥栖支店

駅東側
- 鳥栖スタジアム（駅前不動産スタジアム） - Jリーグ・サガン鳥栖の本拠地[1]。
- サンメッセ鳥栖（鳥栖市定住・交流センター）
- ハローワーク鳥栖
- 鳥栖ガス本社

## バス路線
すべて駅西口の「鳥栖駅前」停留所を発着する。
- 西鉄バス佐賀
  - 1：東橋・市民の森・河内
  - 2：河内
  - 3：西部工業団地口
  - 5：下野
  - 6：産業団地前方面（循環）
  - 10：西鉄鳥栖 / JR久留米駅
  - 20：鳥栖プレミアム・アウトレット・西鉄小郡駅
  - 41：西鉄久留米
  - 43：目達原・神埼駅

- 鳥栖市ミニバス
  - 鳥栖地区循環線
  - 田代地区循環線
  - 基里地区循環線（始発便のみ）

## 再開発計画
鳥栖駅周辺は鉄道で東西が分断されており、特に市中心部から離れた駅西側の活性化が検討されてきたが、2002年（平成14年）に鳥栖駅西側土地区画整理事業計画を策定するも翌年に事業断念、さらには佐賀県が主体となって駅周辺の連続立体交差事業の検討も行われたが2006年（平成18年）に白紙撤回されており、長年の懸案事項となっていた。
こうした経緯を経て、2015年2月に行われた鳥栖市長選挙で「鳥栖駅の橋上駅化」「鳥栖駅東口の開設」を公約に掲げた橋本康志が当選、市役所内に「鳥栖駅周辺整備推進本部」を設置し、「鳥栖駅周辺まちづくり検討委員会」を設けて検討を行っている。委員会では「田代駅周辺を含めた連続立体交差」「鳥栖駅周辺のみの連続立体交差」「鳥栖駅の橋上駅化と道路跨線橋の設置」「鳥栖駅東口設置と道路跨線橋の設置」の4案を比較。連続立体交差事業は430億から590億円程度の工費が見込まれ、効果を発揮するまで30年程度の時間がかかるとして否定し、また東口を設置する案も「駅を中心に新しいまちの顔をつくる戦略との整合性が弱い」とした 上で、「鳥栖駅の橋上駅化と道路跨線橋の設置」案を推薦した。この案では総工費は230億円程度で、このうち122億円が県と市の負担となる。
この橋上化に伴い、築110年を経過した従来の駅舎は解体となる計画であったが、文化財としての価値を検討して来た鳥栖市文化財保護審議会では、文化財的な価値の高い駅舎であり、現地で保存するべきであるとする答申をまとめている。
2017年10月、鳥栖市は橋上駅化と新自由通路を建設する計画を元に、JR九州と包括連携協定を提携。
2018年11月28日、市は鳥栖駅周辺整備事業の基本設計の概要を発表。ところが約124億円に上る総事業費の負担が大きいとして、同年12月3日の市議会全員協議会で撤回を表明した。
駅東側の市民らが「橋上改札口」を先行して新設するように求めた計画案を提出するが、2019年9月9日、橋本康志市長は市議会一般質問で「効果が限定的で難しい」と述べ、採用しない考えを明らかにした。

## その他
- かつて「みずほ」「明星・あかつき」「さくら・はやぶさ」など当駅で分割併合を行う寝台特急列車が存在したが、2008年（平成20年）の「なは・あかつき」廃止を最後に全て消滅した。
- 藤井フミヤが高校卒業後に半年間の見習期間に働いていたことがある。その後早岐駅に配属された。父親は当駅駅長を経験している。
- 駅近くにソフトバンク社長の孫正義の生家があったが現存しない。
- 松竹映画男はつらいよ 寅次郎紙風船では冒頭に当駅が登場する。

## ギャラリー

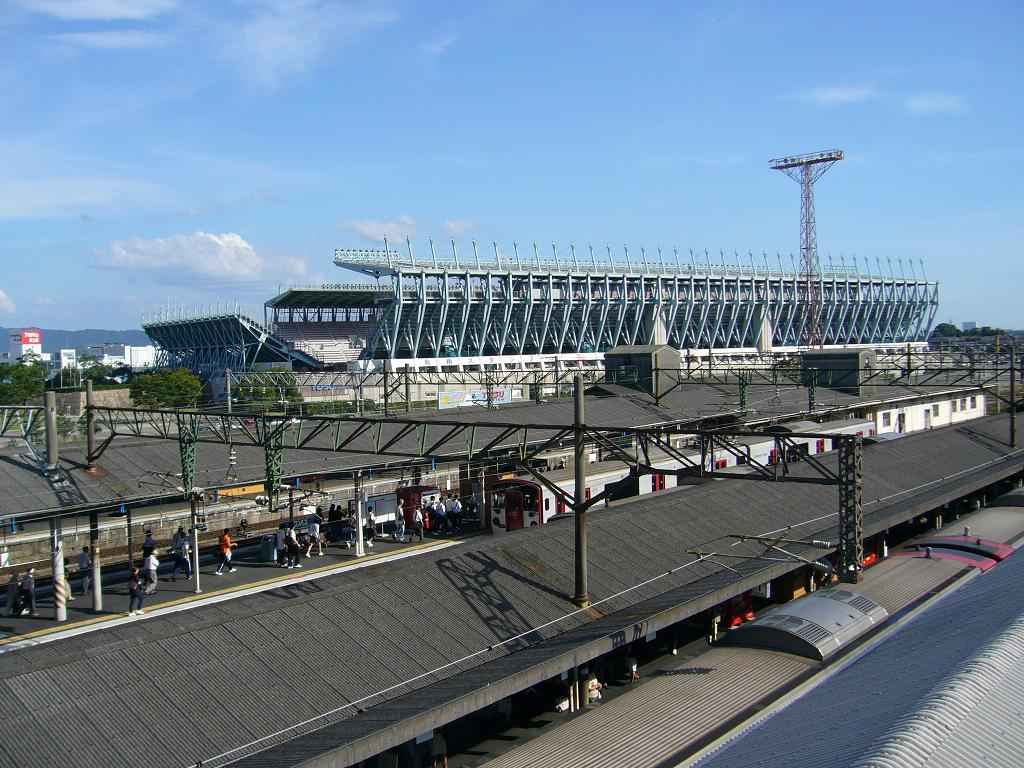
ホーム東側に隣接する鳥栖スタジアム
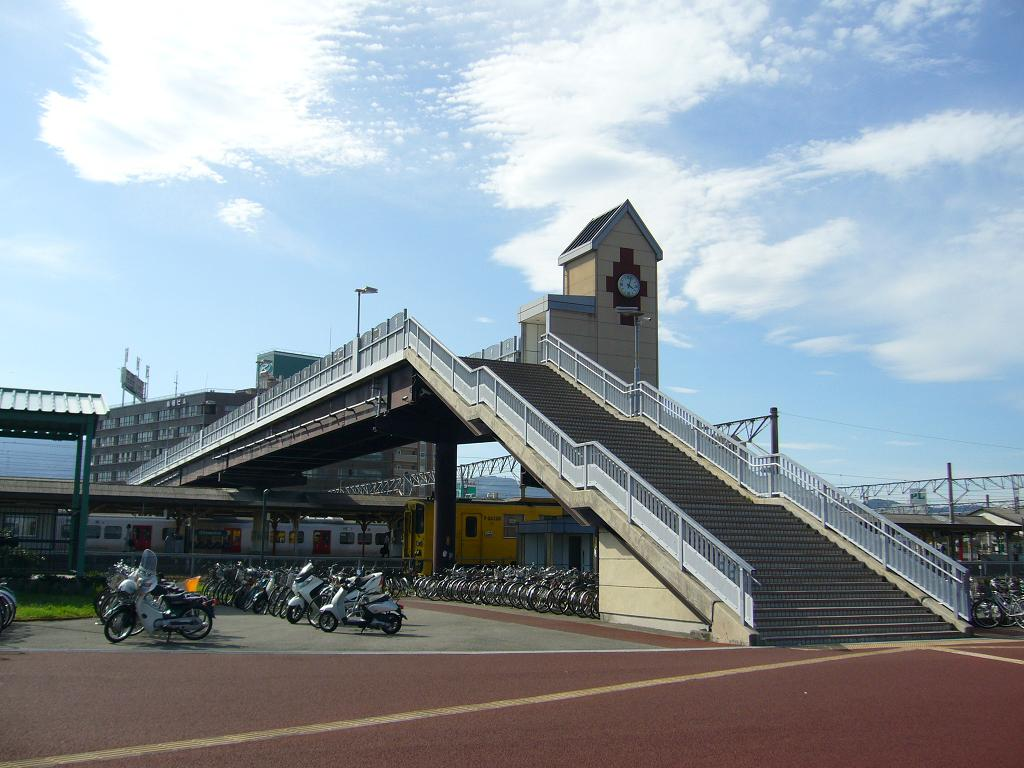
虹の橋、東側より
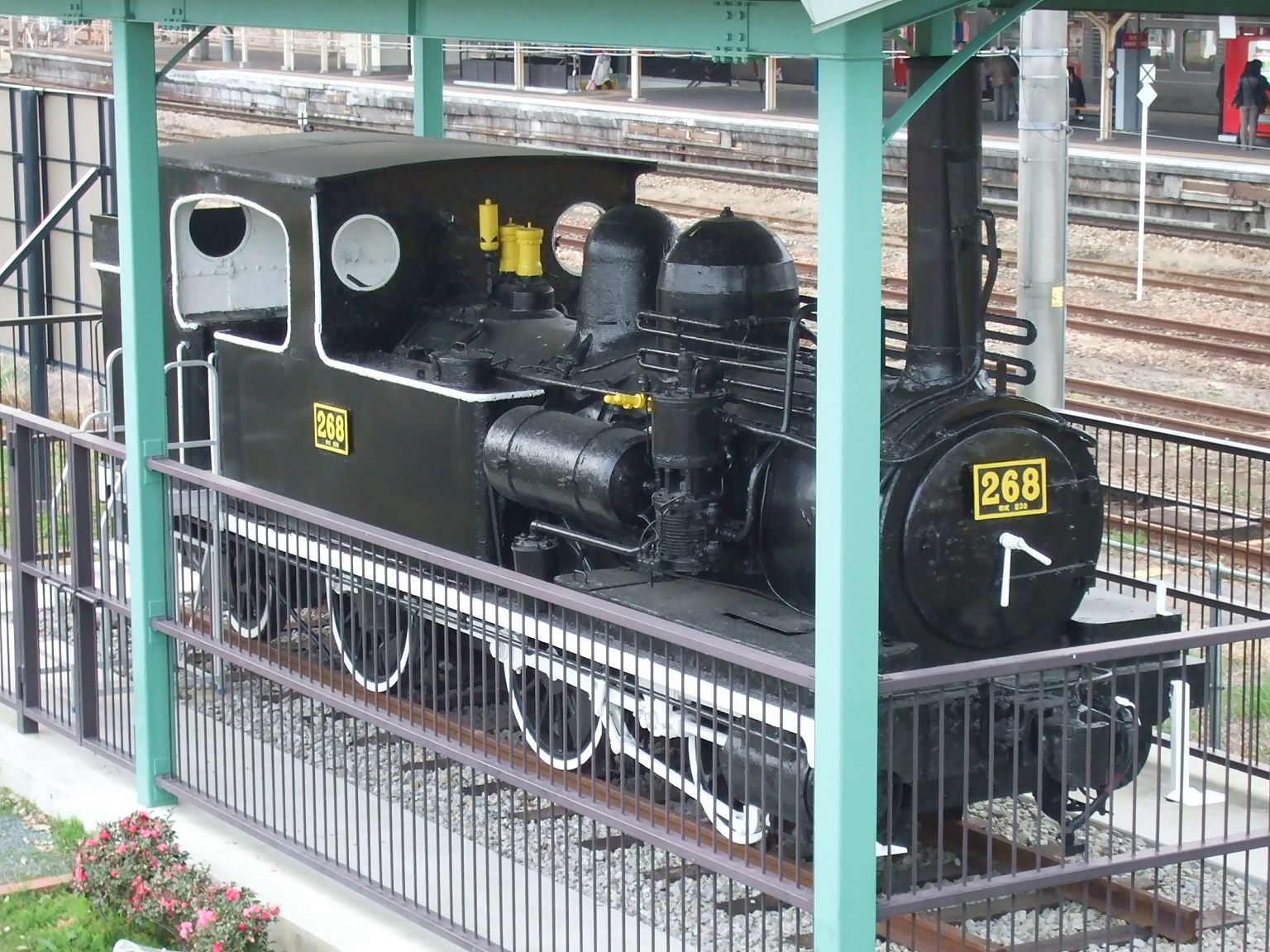
駅裏に保存される268号蒸気機関車

## 隣の駅
九州旅客鉄道（JR九州）
 鹿児島本線
- 特急「リレーかもめ」「かささぎ」「みどり」「ハウステンボス」「ゆふ」「ゆふいんの森」停車駅

■快速
基山駅 (JB12) - 鳥栖駅 (JB15) - 久留米駅 (JB17)
■区間快速
基山駅 (JB12) - 鳥栖駅 (JB15) - （一部肥前旭駅 (JB16)） - 久留米駅 (JB17)
■区間快速（一部の列車）・■普通
田代駅 (JB14) - 鳥栖駅 (JB15) - 肥前旭駅 (JB16)
 長崎本線
- 特急「リレーかもめ」「かささぎ」「みどり」「ハウステンボス」停車駅

■区間快速
基山駅（鹿児島本線） ← 鳥栖駅 (JH01) ← 新鳥栖駅 (JH02)
■普通
田代駅（鹿児島本線） - 鳥栖駅 (JH01) - 新鳥栖駅 (JH02)

## 位置情報
- 北緯33度22分25.67秒 東経130度31分09.81秒 / 北緯33.3737972度 東経130.5193917度
- 鳥栖(福岡) - 地理院地図
- 鳥栖駅 - Google マップ